# Arthur Conley
Pour les articles homonymes, voir Conley.
Arthur Conley est un chanteur de rhythm and blues américain, né à Atlanta en Géorgie, le 4 janvier 1946, décédé aux Pays-Bas le 17 novembre 2003.

## Biographie
Conley rencontre Otis Redding en 1967. Ensemble, ils réécrivent la chanson de Sam Cooke Yeah Man en Sweet Soul Music, qui sera enregistré sur le label Fame Records en 1967 aux Fame studios à Muscle Shoals (Alabama). Ce morceau rencontre un énorme succès contribuant à la renommée de Conley. Sweet Soul Music arrive second des charts américains et dans le top 10 en Europe. Plus d'un million de copies sont vendus et ce tube sera disque d'or.
Après plusieurs années, Arthur Conley s'installe au Royaume-Uni en 1975, puis en Belgique et enfin à Amsterdam à l'été 1977. Aux Pays-Bas il continuera sa carrière musicale sous le pseudonyme de Lee Roberts. 
À l'instar d'Eddie Floyd (Big Bird) ou Wilson Pickett (Cole, Cooke & Redding), il rend hommage dans une de ses plus belles chansons (Otis Sleep On) à Otis Redding.
Il décède en 2003 d'un cancer des intestins.

## Discographie
- Sweet Soul Music (Atlantic/WEA)